# فرودگاه بین‌المللی توسان

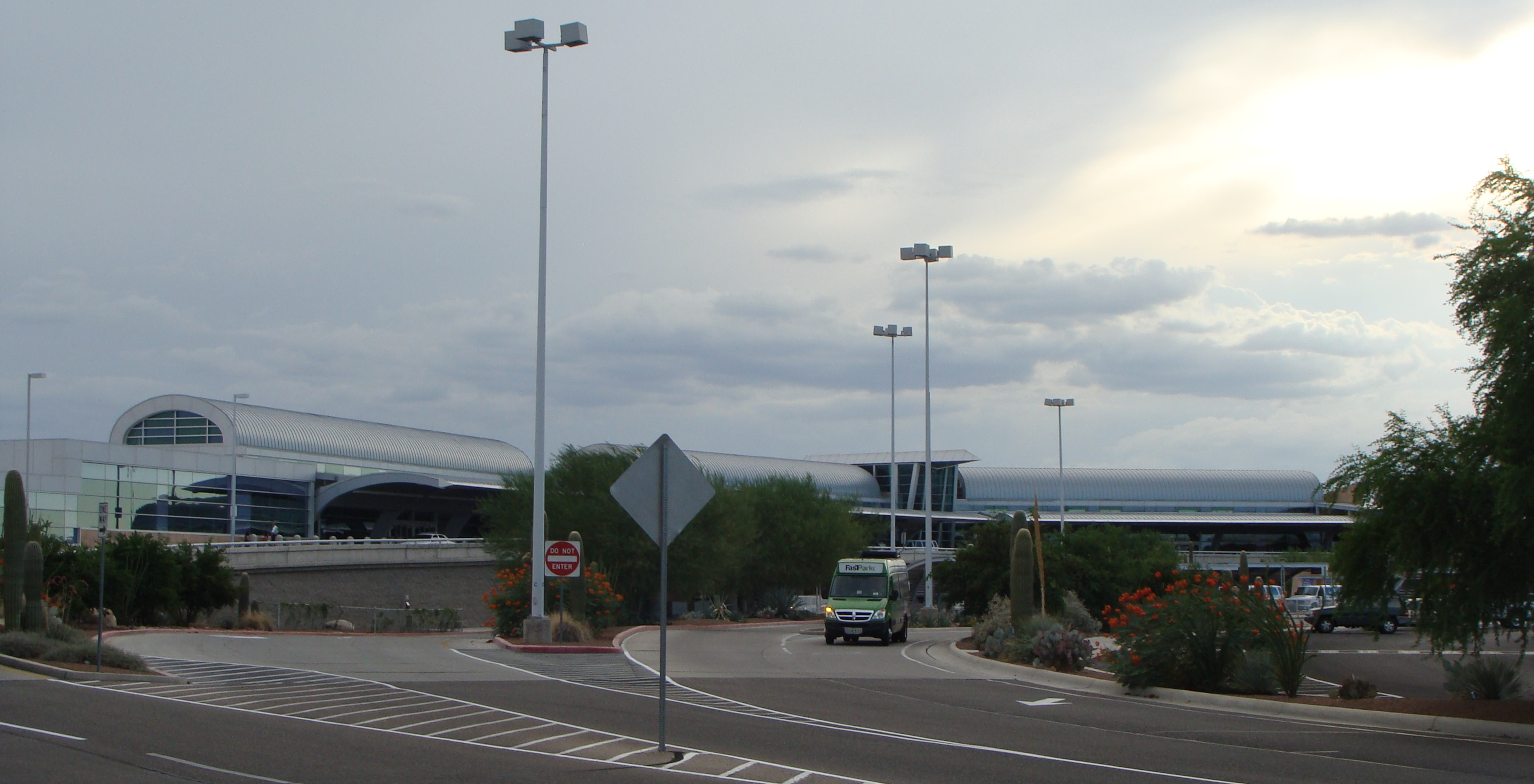
ورودی ترمینال یک

فرودگاه بین‌المللی توسان (به انگلیسی: Tucson International Airport) تأسیس ۱۹۱۹، نام دومین فرودگاه بزرک ایالت آریزونا در آمریکا است.
این فرودگاه در شهر توسان قرار دارد.

## شرکت‌های هواپیمایی و مقصدهای پروازی

### مسافری
| شرکت‌های هواپیمایی                    | مقصدهای پروازی                                                               | Refs  |
| ------------------------------------ | ---------------------------------------------------------------------------- | ----- |
| آلاسکا ایرلاینز                      | سیاتل-تاکوما                                                                 | [ ۱ ] |
| آلاسکا ایرلاینز اجرا توسط هوریزن ایر | فصلی: پورتلند (آغاز از ۵ نوامبر ۲۰۱۷)                                        | [ ۱ ] |
| آلاسکا ایرلاینز اجرا توسط اسکای‌وست   | سان خوزه (آغاز از ۲۸ اوت ۲۰۱۷)، فصلی: پورتلند (پایان در ۴ نوامبر ۲۰۱۷)       | [ ۱ ] |
| امریکن ایرلاینز                      | اوهر شیکاگو، دالاس-فورت ورث                                                  | [ ۳ ] |
| امریکن ایگل                          | لس‌آنجلس، فینکس اسکای هاربر                                                   | [ ۳ ] |
| دلتا ایرلاینز                        | هارتسفیلد-جکسون آتلانتا فصلی: مینیاپولیس−سنت پل                              | [ ۴ ] |
| دلتا کانکشن                          | لس‌آنجلس، سالت‌لیک‌سیتی فصلی: سیاتل-تاکوما                                      | [ ۴ ] |
| ساوت‌وست ایرلاینز                     | میدوی شیکاگو، دنور، مک‌کاران، لس‌آنجلس، سن دیه‌گو فصلی: ویلیام پی. هابی، اوکلند | [ ۵ ] |
| خطوط هوایی سان کشور                  | فصلی: مینیاپولیس−سنت پل (آغاز از ۲۱ دسامبر ۲۰۱۷)                             | [ ۷ ] |
| یونایتد ایرلاینز                     | فصلی: دنور، جرج بوش                                                          | [ ۸ ] |
| یونایتد اکسپرس                       | اوهر شیکاگو، دنور، جرج بوش، لس‌آنجلس، سانفرانسیسکو                            | [ ۸ ] |

### باری
| شرکت‌های هواپیمایی                           | مقصدهای پروازی            |
| ------------------------------------------- | ------------------------- |
| دی‌اچ‌ال اوییشن اجرا توسط سان کانتری ایرلاینز | سینسیناتی/کنتاکی شمالی    |
| دی‌اچ‌ال اجرا توسط امری‌فلایت                  | لس‌آنجلس                   |
| فدکس اکسپرس                                 | لوبوک پرستون اسمیت، ممفیس |